# شهرستان لوی (فلوریدا)
شهرستان لوی، فلوریدا (به انگلیسی: Levy County, Florida) یک سکونتگاه مسکونی در ایالات متحده آمریکا است که در فلوریدا واقع شده‌است.

## خصوصیات
شهرستان لوی ۳٬۶۵۹٫۶۷ کیلومترمربع مساحت دارد.